# Edgar Kain
Vous lisez un « bon article » labellisé en 2023.
Edgar James Kain, né le 27 juin 1918 à Hastings et mort le 7 juin 1940 à Échemines, est un pilote de chasse et as de l'aviation néo-zélandais, ayant fait carrière dans la Royal Air Force (RAF) durant la Seconde Guerre mondiale.
Passionné par l'aviation dès son plus jeune âge, Edgar Kain rejoint la RAF en 1936. Il suit une formation intensive en pilotage l'année suivante, au terme de laquelle il est affecté au No. 73 Squadron RAF, d'abord aux commandes d'un Gloster Gladiator puis d'un Hawker Hurricane. Au déclenchement de la Seconde Guerre mondiale, son escadron est envoyé en France et Edgar Kain commence très vite à participer aux sorties, notamment durant la drôle de guerre. Il remporte sa première victoire au combat aérien en novembre 1939 en abattant un bombardier allemand. Dès le mois de mars 1940, il compte à son actif cinq victoires aériennes et devient le premier as de l'aviation de la RAF durant la Seconde Guerre mondiale. Edgar Kain est également le premier pilote de la Royal Air Force à être décoré de la Distinguished Flying Cross. À la suite de ces succès, les médias de l'époque lui consacrent bon nombre de reportages qui le rendent célèbre en Grande-Bretagne et dans les dominions.
Le 10 mai 1940, les Allemands envahissent la France, les Pays-Bas, la Belgique et le Luxembourg. Edgar Kain remporte neuf autres victoires aériennes en dix-sept jours, mais les combats l'épuisent physiquement et il est autorisé à retourner en Angleterre au début du mois de juin. Le 7 juin 1940, après avoir fait ses adieux aux membres de son escadron, il prend les commandes d'un Hawker Hurricane pour effectuer une série de voltiges à basse altitude au-dessus de l'aérodrome d'Échemines. Après une manœuvre mal négociée, il perd le contrôle de son appareil et s'écrase violemment au sol. Le crâne fracassé, Edgar Kain meurt sur le coup. Comptant officiellement quatorze victoires aériennes à son palmarès, il réussit à se hisser au grade de flying officer, avant d'être fauché par cet accident. D'autres recherches ont en outre permis de lui attribuer seize victoires aériennes. La dépouille d'Edgar Kain est d'abord inhumée au cimetière de Troyes, puis transférée au Commonwealth War Graves Commission après la guerre.

## Enfance et jeunesse
Edgar James Kain naît à Hastings, en Nouvelle-Zélande. Il est le troisième enfant de George Kain, magasinier, et de sa femme Nellie Maria. Sa famille déménage à Wellington, où son père crée un service d'entreposage. Il fait ses études primaires à la Croydon School et, à partir de 1932, entre en pensionnat au Christ's College de Christchurch. Durant ses années d'études, il joue au rugby, fait de l'aviron et excelle en athlétisme. Il est par ailleurs considéré par ses entraîneurs comme un bon meneur d'hommes sur le plan sportif, alors que ses parents déplorent ses mauvais résultats scolaires,.
Edgar Kain est passionné par l'aviation dès son plus jeune âge et ambitionne de devenir pilote, d'autant plus que, son école de Christchurch se trouvant à proximité de l'aérodrome de Wigram, il a souvent l'occasion d'assister à des manœuvres de pilotes de la Force aérienne royale néo-zélandaise. En 1935, après trois années passées au Christ's College, il abandonne ses études et travaille comme commis dans l'entreprise d'entreposage de son père. Ayant par la suite adhéré au Wellington Aero Club, il est déterminé à obtenir une licence de pilote afin de pouvoir intégrer la Royal Air Force (RAF).

## Initiation au pilotage

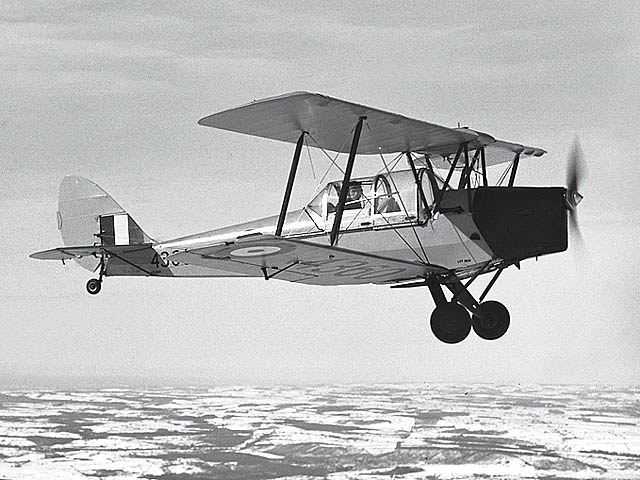
C'est aux commandes d'un De Havilland DH.82 Tiger Moth qu'Edgar Kain commence sa formation au pilotage, au début de l'année 1936.

Edgar Kain commence sa formation en pilotage au début de l'année 1936 et accumule un peu plus de sept heures de vol, aux commandes d'un De Havilland DH.82 Tiger Moth. Étant donné qu'il ne réussit pas à obtenir son diplôme d'études secondaires, il doit suivre des cours de mathématiques auprès du professeur George William von Zedlitz de l'Université Victoria de Wellington. Un minimum de qualification académique figure en effet parmi les conditions requises pour pouvoir entrer dans la RAF en tant que pilote. Plus tard dans la même année, Edgar Kain est transféré à Wigram pour suivre une série de formations supplémentaires en pilotage et obtient très vite son brevet de pilote,. Il est dès lors apte à effectuer le short-service commission, équivalent en France des missions de courte durée (MCD), durant laquelle le pilote sert sur une période de deux mois à quatre ans. Les pilotes concernés doivent cependant présenter leur candidature au ministère de l'Air à Londres et, en novembre 1936, Edgar Kain part pour l'Angleterre avec sa famille à bord du RMS Orford,.

## Début de carrière
Arrivé à Londres, Edgar Kain pose sa candidature pour effectuer le short-service commission au sein de la RAF. Cependant, il échoue à l'examen médical en raison d'un problème d'hypertension artérielle. Les médecins lui suggèrent alors de bien s'acclimater avant de se présenter à nouveau pour un autre examen, car le long voyage depuis la Nouvelle-Zélande semble avoir dégradé ses conditions physiques. Pour se remettre en forme, Edgar Kain travaille dans une ferme durant deux semaines, avant de se présenter de nouveau au ministère de l'Air pour un nouvel examen médical,. Sa candidature est cette fois validée et il est envoyé dans une école d'aviation civile à Brough, près de Kingston upon Hull, pour une formation élémentaire en pilotage. Les instructeurs britanniques pensent en effet que le recours à une institution civile est indispensable pour repérer les candidats inadaptés au système de formation de la Royal Air Force. Edgar Kain commence sa formation le 21 décembre 1936 aux commandes de l'avion d'entraînement Blackburn B-2. Au terme des dix semaines de formation, ses instructeurs lui demandent de choisir une option pour sa formation complémentaire : formation en pilotage de bombardier ou en pilotage d'avion de chasse. Edgar Kain choisit la formation en pilotage de chasseur, y voyant une perspective plus excitante.

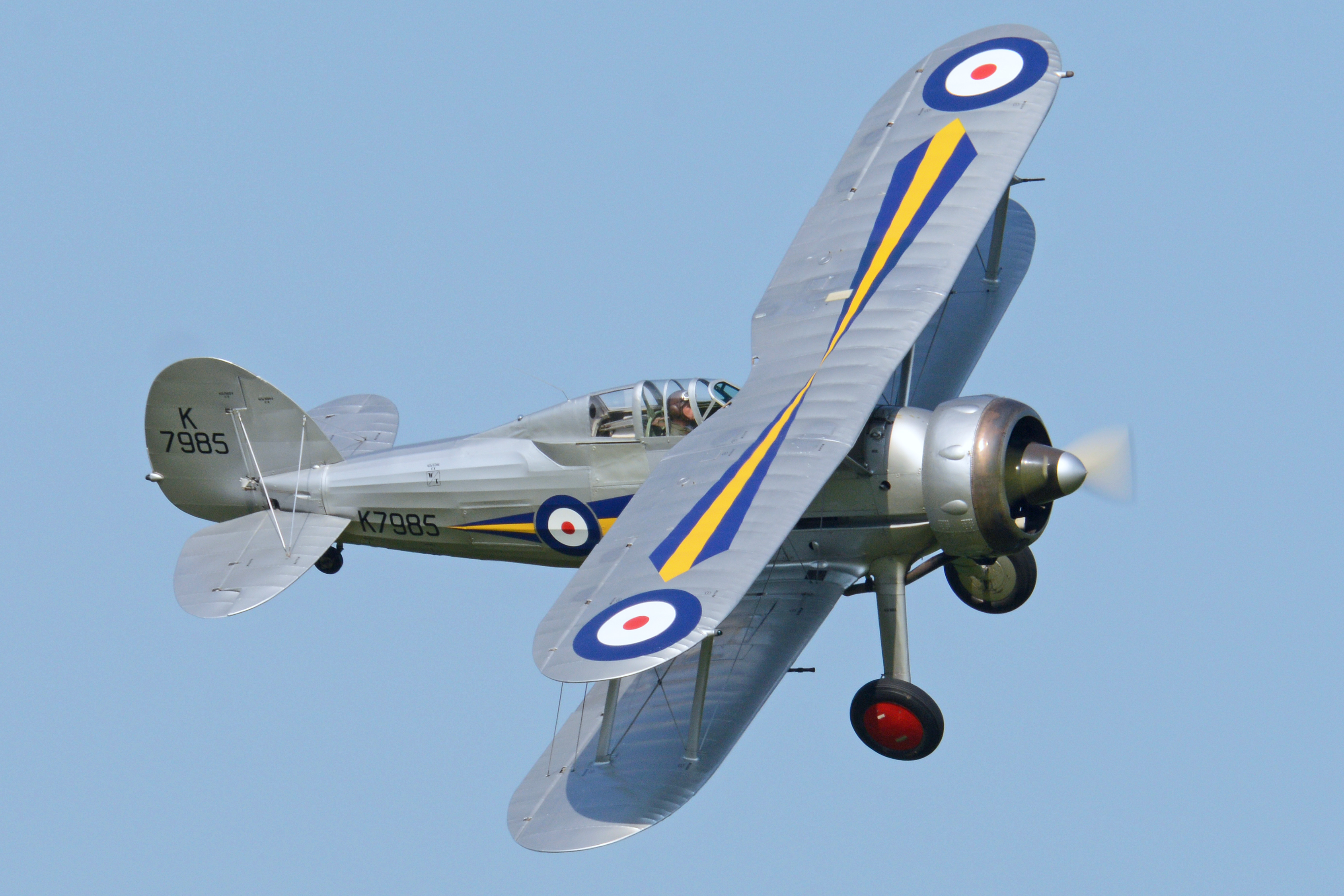
Un Gloster Gladiator restauré, similaire au chasseur piloté par Edgar Kain durant lEmpire Air Day de 1938.

À la fin de sa formation élémentaire le 5 mars 1937, Edgar Kain peut officiellement effectuer le short-service commission. Il est promu au grade de pilot officer à titre temporaire et reçoit le numéro de service 39534. Sa période probatoire de douze mois, incluant la durée de sa formation élémentaire, débute le 8 mars 1937. Il effectue sa formation de base au RAF Uxbridge avant d'intégrer la No. 5 Flying Training School dans le Cheshire. Après avoir obtenu son insigne de pilote RAF le 25 juin 1937, Edgar Kain est envoyé au RAF Ternhill quelques mois plus tard pour une formation avancée en pilotage d'avion de chasse, cette fois aux commandes d'un Hawker Fury. Durant cette période, il acquiert des compétences en voltige aérienne. Il suscite par ailleurs l'agacement de ses supérieurs en effectuant des cascades à basse altitude, ce qui lui vaut d'être sanctionné à plusieurs reprises.
Au terme de sa formation en novembre 1937, Edgar Kain intègre le No. 73 Squadron, unité basée au RAF Digby qui opère avec des chasseurs biplans Gloster Gladiator. Durant son service avec l'escadron, il est surnommé « Cobber », argot néo-zélandais signifiant « ami », afin de le distinguer d'un autre pilote néo-zélandais du nom de Derek Kain,. Ce surnom s'avère également être le reflet de sa nature amicale et extravertie. À la fin de sa période de probation le 21 décembre 1937, sa promotion au grade de pilot officer est confirmée. Edgar Kain continue à développer ses talents en voltige aérienne et, en mai 1938, il est autorisé à participer à un meeting aérien, l'Empire Air Day, durant lequel il se livre à des acrobaties vertigineuses devant un public enthousiaste. Deux mois plus tard, le No. 73 Squadron commence à opérer avec le nouveau chasseur monoplan Hawker Hurricane et Edgar Kain rencontre des difficultés à bien maîtriser l'appareil. Ses manœuvres causent même quelques dommages à son avion, ce qui lui vaut d'être réprimandé par ses supérieurs. À la mi-septembre de l'année 1938, lors de la crise des Sudètes, le No. 73 Squadron est mis en alerte pour faire face à d'éventuelles confrontations, bien que la plupart des pilotes de la RAF ne maîtrisent pas encore le Hawker Hurricane. Les accords de Munich conclus à la fin du mois réduisent cependant les tensions et l'escadron en profite pour davantage se familiariser avec les commandes de l'Hurricane. En juin 1939, Edgar Kain provoque un léger accident aérien : après avoir oublié d'activer le mécanisme de verrouillage de son train d'atterrissage, il rate complètement sa manœuvre d'atterrissage et fait subir des dégâts mineurs à son appareil. Cet incident lui vaut une nouvelle réprimande de la part de ses supérieurs, malgré les circonstances atténuantes. Durant un exercice vers la fin du mois de juillet, il est victime d'un autre incident à l'atterrissage de son appareil, en raison notamment du mauvais état de l'aérodrome. Pour cette fois, Edgar Kain ne reçoit aucun blâme.

## Seconde Guerre mondiale

### Arrivée en France et première mission

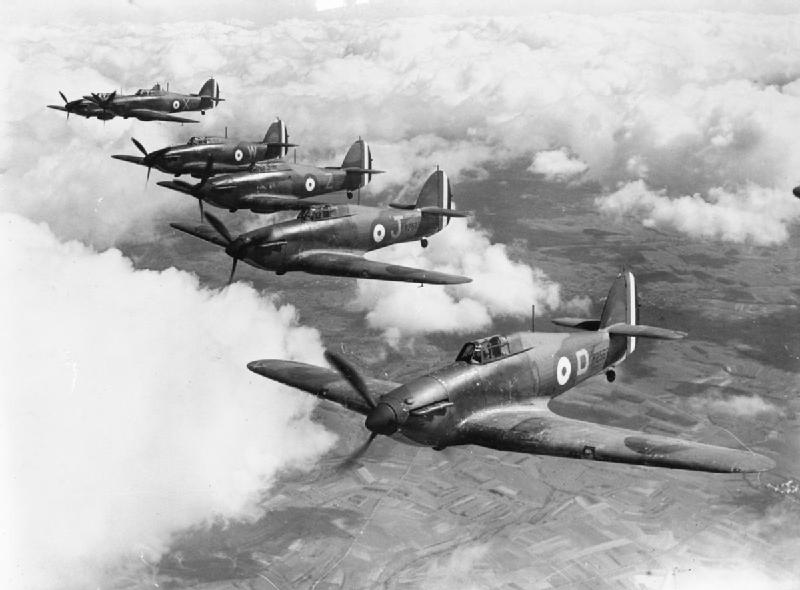
Chasseurs Hawker Hurricane du No. 73 Squadron RAF, en formation au-dessus de la France.

Le 24 août 1939, alors que la tension s'intensifie entre la Grande-Bretagne et l'Allemagne, le No.73 Squadron est mobilisé pour participer aux combats. La Royal Air Force envoie l'escadron en France pour intégrer la branche aérienne du corps expéditionnaire britannique (BEF), qui fait partie de la No. 60 Mobile Wing avec le No. 1 Squadron RAF. Le 8 septembre 1939, l'escadron est déployé en France, dans l'aérodrome du Havre-Octeville en Normandie,. Le 10 septembre, Edgar Kain effectue sa première mission en faisant partie des chasseurs d'escorte qui protègent les navires du BEF débarquant à Cherbourg, sans toutefois entrer en contact avec des appareils ennemis. Durant les deux semaines qui suivent, les mauvaises conditions météorologiques obligent le No. 73 Squadron à interrompre les opérations. L'escadron est par la suite stationné dans un aérodrome près de Saint-Omer-en-Chaussée avant d'être déplacé à Rouvres près de Verdun.

### Durant la drôle de guerre
La No. 60 Mobile Wing, dont fait partie le No. 73 Squadron, est rattachée au RAF Advanced Air Striking Force (AASF), qui inclut plusieurs escadrons de Fairey Battle de la Royal Air Force Bomber Command. Les mois suivants sont marqués par une activité offensive moindre, en dépit de la proximité de l'escadron avec la frontière allemande. Cette étape du conflit est surnommée drôle de guerre par le journaliste français Roland Dorgelès.

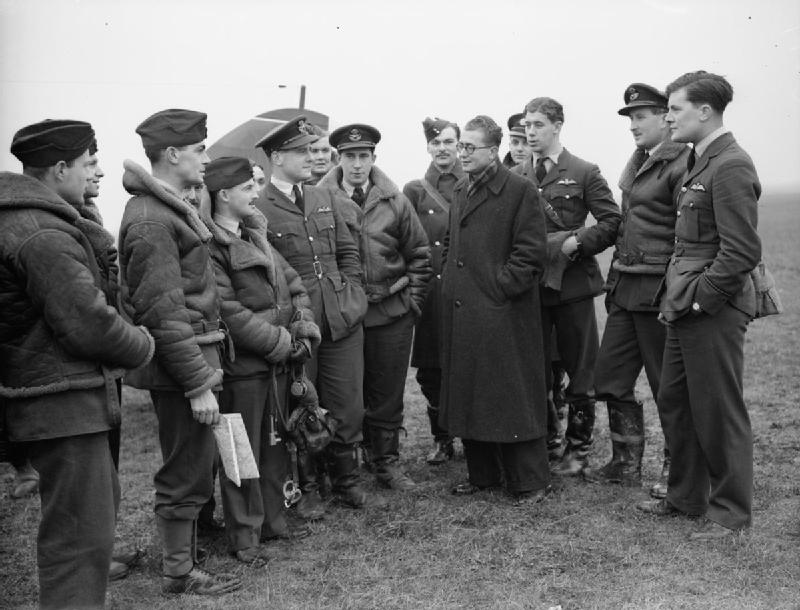
Les pilotes du No. 73 Squadron RAF à Rouvres, en décembre 1939.

Vers la fin du mois d'octobre 1939, Edgar Kain est nommé à la tête d'un groupe de combat dans le No. 73 Squadron, avec le soutien de deux ailiers. Le 8 novembre 1939, durant une patrouille au-dessus de Metz, il croise un bombardier Dornier Do 17 de la Luftwaffe et le prend en chasse. Alerté, le bombardier essaie de le semer en grimpant à plus de 8 230 mètres d'altitude. Edgar Kain commence à faire feu avec ses mitrailleuses Browning mais les ailes de son avion montrent des signes de défaillance. Il parvient néanmoins à toucher le bombardier qui pique du nez avant de s'écraser au sol, tuant sur le coup tous les membres d'équipages. Cette action est à la fois la première victoire aérienne du No. 73 Squadron et le premier succès au combat d'un pilote originaire des dominions. L'événement est largement rapporté par les correspondants de guerre, bien que la RAF interdise de citer le nom de ses pilotes dans les médias. De ce fait, les journalistes britanniques identifient l'auteur de l'exploit comme étant un « pilote néo-zélandais de 21 ans »,.
Durant plusieurs jours, les conditions météorologiques compliquent les sorties du No. 73 Squadron. Edgar Kain parvient toutefois à abattre un autre Do 17 le 23 novembre 1939, près d'Abbéville-lès-Conflans. Ce bombardier fait partie des quatre avions abattus par les pilotes du No. 73 Squadron ce jour-là. La situation se calme légèrement à partir du mois de décembre jusqu'au mois de février 1940, à cause du mauvais temps. Edgar Kain passe une partie de cette période en Angleterre avec Joyce Phillips, une actrice de théâtre qu'il rencontre durant sa formation en 1937,. Il entretient par ailleurs une correspondance avec elle depuis un certain temps. De retour en France, il est nommé chef d'escadrille à titre temporaire. Le No. 73 Squadron effectue encore quelques patrouilles malgré le mauvais temps et, vers la fin du mois de janvier 1940, Edgar Kain tombe sur un bombardier moyen Heinkel He 111. Il poursuit l'avion en tentant de faire feu, mais ses mitrailleuses ne fonctionnent pas à cause du froid extrême. L'équipage du bombardier profite de la situation pour attaquer et parvient à toucher l'appareil d'Edgar Kain, qui est obligé de battre en retraite. Après cet incident, le Hawker Hurricane du jeune pilote est complètement hors d'usage. Après le retour de permission du chef d'escadrille, Edgar Kain redevient simple pilote.
Au début du dégel en février 1940, la piste glissante de l'aérodrome rend difficiles les opérations aériennes. Edgar Kain obtient une citation militaire le 20 février 1940 pour ses efforts de guerre. Les conditions météorologiques s'améliorent au début du mois de mars 1940 et, le 2 mars, Edgar Kain est impliqué dans un accrochage avec deux chasseurs Messerschmitt Bf 109 après avoir poursuivi deux bombardiers He 111. Il abat le premier Bf 109 mais le second réussit à endommager son moteur avant de prendre le large. Se trouvant à ce moment au-dessus des lignes allemandes, Edgar Kain est obligé de parcourir 49 kilomètres à plus de 1 830 mètres d'altitude avant d'atteindre les lignes françaises. Lorsque son moteur commence à prendre feu, Edgar Kain se prépare à sauter, mais il rentre dans son cockpit lorsqu'il se rend compte que son sac-harnais n'est pas correctement attaché. Il parvient cependant à éteindre les flammes et se prépare à effectuer un atterrissage d'urgence. Son avion étant pratiquement hors d'usage, il est ramené à Rouvres à bord d'un Bristol Blenheim dans la soirée. Le lendemain, le combat est rapporté par la BBC dans son bulletin principal et, une nouvelle fois, le pilote victorieux est juste mentionné comme étant un « jeune néo-zélandais ». Quelques jours plus tard, Edgar Kain enregistre une interview avec des journalistes de la BBC, qui est diffusée le 9 mars 1940. Des journalistes américains commencent alors à mentionner le vrai nom d'Edgar Kain et son identité se diffuse jusqu'en Nouvelle-Zélande.

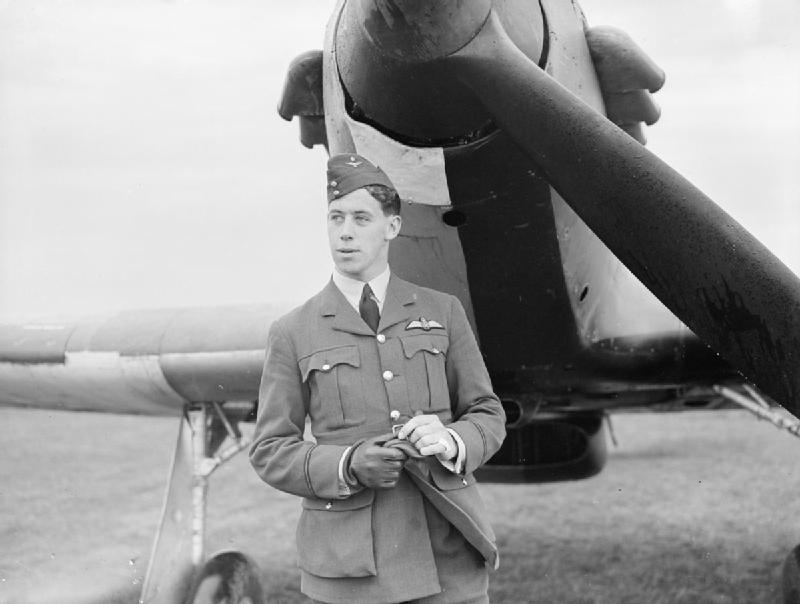
Photographie officielle d'Edgar Kain après l'annonce de l'attribution de sa Distinguished Flying Cross.

Après un bref répit, Edgar Kain et son escadron retournent aux combats avec des chasseurs Hurricane remis à jour. À la mi-mars, il est informé qu'il va être décoré de la Distinguished Flying Cross (DFC) en reconnaissance de sa victoire contre le Bf 109, ce qui est la première distinction attribuée à un pilote du Fighter Command. Il est par la suite hospitalisé durant plusieurs jours après avoir contracté la rubéole lors d'une opération en Allemagne,. Il ne participe aux combats qu'à partir du 26 mars 1940. Ce jour-là, en début d'après-midi, il dirige une patrouille au-dessus des lignes allemandes et s'accroche avec un groupe de Bf 109. Il réussit à abattre deux appareils, mais est par la suite victime des tirs d'un Bf 109 qui endommagent son Hurricane et le blessent grièvement. Contraint d'atterrir sur le no man's land, il se dirige plus tard vers un village voisin et rencontre des soldats français qui confirment son identité. Il est par la suite soigné par un médecin local et reconduit à Rouvres dans la soirée. En abattant les deux Messerschmitt Bf 109, Edgar Kain devient le premier as de l'aviation de la RAF durant la Seconde Guerre mondiale,. Sa vraie identité demeure néanmoins inconnue du public britannique, qui le connaît à travers le surnom de « Cobber » lorsque ses exploits sont relatés à la une de la presse locale. Ne s'étant pas encore remis de ses blessures, Edgar Kain ne participe pas aux opérations durant quelques jours. C'est au cours de sa convalescence que la citation de son DFC est publiée dans la London Gazette :

« En mars 1940, lors d'une patrouille avec un autre avion, Edgar Kain aperçoit sept bombardiers ennemis, à environ 1 530 mètres au-dessus de lui. Alors qu'il prend en chasse ces avions jusqu'en territoire allemand, il est attaqué par un chasseur ennemi. Grâce à son esprit combatif, cet officier réussit à déjouer l'ennemi et, bien que son chasseur soit lourdement endommagé, il parvient à abattre son poursuivant. Par la suite, il réussit à atteindre les lignes françaises malgré une épaisse fumée et des vapeurs d'huile qui remplissent son cockpit,. »

— The London Gazette, no 34820, 29 mars 1940
Avec l'annonce de son Distinguished Flying Cross, Edgar Kain sort définitivement de l'anonymat. Jusqu'alors ignoré, il suscite désormais un intérêt significatif et ses exploits sont largement rapportés au Royaume-Uni et dans les dominions. Un correspondant qualifie même Edgar Kain d'« élégant porte-drapeau des dominions à travers les lignes allemandes »,. Le 2 avril 1940, il part en permission pour l'Angleterre, afin de passer du temps avec Joyce Phillips. Harcelé par les journalistes, le couple supporte mal cette notoriété soudaine. Edgar Kain annonce dans une interview leurs fiançailles et fixe une date pour le mariage,.
Le 14 avril 1940, Edgar Kain rejoint son escadron, désormais stationné à Reims et chargé de la protection du quartier général de l'AASF. Les tensions montent à la suite de l'invasion allemande de la Norvège et du Danemark, d'autant plus que la Luftwaffe accroît sa présence le long de la frontière avec la France . L'escadron retourne toutefois à Rouvres après que les affrontements en France tardent à se concrétiser. Edgar Kain ne participe pas aux sorties durant quelque temps et ne prend part aux patrouilles que le 21 avril,. Deux jours plus tard, lors d'une patrouille avec une petite escadrille, Edgar Kain réussit à endommager un chasseur Messerschmitt Bf 110. Durant l'accrochage, trois Bf 109 de la Lutwaffe abattent deux chasseurs de la Royal Air Force. Le reste de ce mois d'avril est assez calme, en raison du mauvais temps.

### Durant la bataille de France

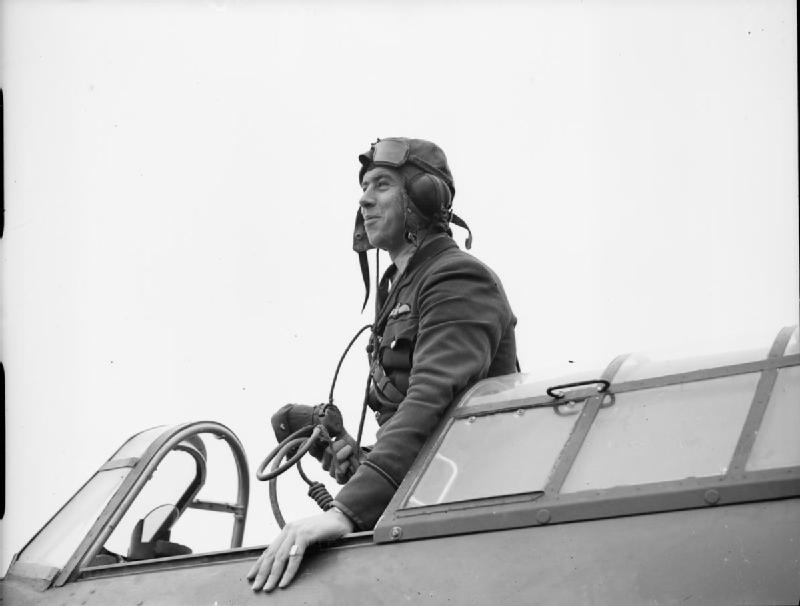
Edgar Kain, debout dans le cockpit de son Hawker Hurricane.

Le 10 mai 1940, les forces allemandes lancent la guerre éclair à travers les Pays-Bas et la France. Plusieurs Hurricane du No. 73 Squadron font face à des bombardiers allemands et, vers 6 h du matin, Edgar Kain aperçoit neuf bombardiers Dornier Do 215 près de Metz et parvient à en abattre un. Il en croise sept autres à son retour à Rouvres, mais il doit se replier, étant à court de munitions. Les pilotes de l'escadron reçoivent l'ordre de retourner à Reims plus tard dans la matinée et s'y rassemblent à 2 h de l'après-midi,. Malgré l'état pitoyable de leur aérodrome qui vient de subir un bombardement allemand, les pilotes du No. 73 Squadron effectuent plusieurs patrouilles au cours de la journée. Après avoir participé à une patrouille le lendemain matin, Edgar Kain prend part à une mission d'escorte visant à protéger des bombardiers de l'AASF vers des objectifs à Wiltz. Lors de la dernière patrouille de la journée, Edgar Kain abat un bombardier Dornier Do 215, avant d'essuyer des tirs d'un Bf 110 qui endommage le fuselage de son Hawker Hurricane.
Le 12 mai 1940, l'aérodrome de Reims est de nouveau bombardé. Cela n'affecte pas la planification des opérations de l'escadron, qui effectue plusieurs missions dans l'après-midi. Alors qu'il escorte quelques Fairey Battle lors d'un raid au nord de Sedan, Edgar Kain repère un avion de reconnaissance Henschel Hs 126, qu'il prend en chasse et abat au-dessus de Bouillon,. Les 13 et 14 mai, la Luftwaffe intensifie ses activités autour de Sedan afin de soutenir les chars du 1. Panzerarmee traversant la Meuse. Le matin du 15 mai 1940, Edgar Kain ajoute à son palmarès officiel une dixième victoire aérienne, en abattant un chasseur Messerschmitt Bf 109,.

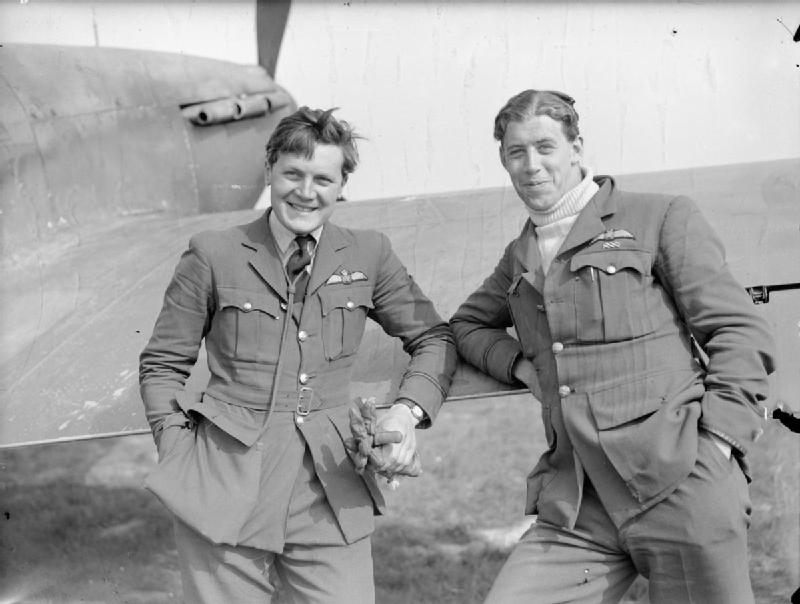
Edgar Kain (à droite), avec Newell Orton, autre as de l'aviation du No. 73 Squadron.

L'après-midi du 15 mai, une escadrille incluant Edgar Kain abat un Dornier Do 17. Les membres de l'équipage du bombardier abandonnent l'avion en feu, qui finit par s'écraser au sol, en territoire français . Les pertes au sein du No. 73 Squadron commencent cependant à s'alourdir, avec quatre pilotes portés disparus ou tués au combat et cinq blessés. L'effectif de l'escadron commence donc à s'amincir et Edgar Kain s'est vu attribuer le commandement d'une escadrille. Le 16 mai 1940, Edgar Kain mène une mission d'escorte pour protéger l'ensemble de la flotte du No. 73 Squadron qui se déplace vers une nouvelle base à Villeneuve-la-Lionne. Les pilotes britanniques effectuent plusieurs patrouilles sans le moindre contact avec l'ennemi, jusqu'à l'après-midi du 17 mai 1940, durant lequel Edgar Kain tombe sur un groupe de Messerschmitt Bf 110. Il endommage un des chasseurs et abat plus tard un Bf 109. Durant cette journée particulièrement chargée, Edgar Kain accumule un peu plus de treize heures de vol.
Le 18 mai 1940, le No. 73 Squadron se déplace à Gaye, à l'est de Paris, en vue d'un affrontement majeur avec les Allemands. Le lendemain, tous les avions de l'escadron font face à un groupe de bombardiers Heinkel He 111 et Junkers Ju 88, ainsi qu'une escorte de chasseurs Bf 110. Durant les combats, Edgar Kain abat un Ju 88 et un Bf 110. Il détruit également un He 111 vers la fin de l'engagement. L'affrontement engendre sept avions allemands détruits et trois appareils abattus du côté des Britanniques. Tous les pilotes du No. 73 Squadron sont toutefois sains et saufs et se regroupent sur leur base,. Ils sont cependant fatigués par le rythme effréné des opérations et d'autres pilotes sont dépêchés pour les épauler. Le 22 mai 1940, Edgar Kain reçoit l'ordre de retourner en Angleterre avec d'autres pilotes pour occuper des postes d'instructeur.
À leur arrivée au Bourget le 23 mai, d'où ils doivent se rendre en Angleterre, Edgar Kain et un autre pilote reçoivent l'ordre de rejoindre immédiatement le No. 73 Squadron. Une fois de retour à Gaye, les deux pilotes sont affectés à des tâches administratives et Edgar Kain ne reprend les commandes d'un avion que le 25 mai. Ce jour-là, il dirige une escadrille lors d'une patrouille matinale, au cours de laquelle il abat un Do 17. Avant d'être abattu, le bombardier réussit à endommager l'arrière du chasseur d'Edgar Kain, qui est par la suite obligé d'effectuer un atterrissage d'urgence à Gaye. Le lendemain, aux commandes d'un autre Hurricane, il abat un avion de reconnaissance Henschel Hs 126 près de Bouillon. La situation en France commence à se détériorer et l'armée française défend tant bien que mal la ligne de front le long de la Somme et de l'Aisne avec le soutien des escadrons de chasse de la RAF Advanced Air Striking Force (AASF), alors que le Corps expéditionnaire britannique doit quitter en urgence Dunkerque. Le 26 mai 1940, Edgar Kain est chargé de familiariser les nouveaux pilotes avec les opérations en cours et le contexte stratégique en vigueur. Le lendemain, l'escadron commence à opérer depuis une base située à Boos-Rouen, aux côtés du No. 501 Squadron. Au cours d'un bombardement de la base par les Allemands le même jour, Edgar Kain rencontre James Harry Lacey, qui devient plus tard un des meilleurs as de l'aviation de la RAF durant la Seconde Guerre mondiale. Le biographe de Lacey affirme que durant le bombardement, les deux hommes s'abritent dans ce qui s'avère être un dépôt de carburant. Plus tard dans la journée, lors d'une patrouille au-dessus de Boos-Rouen, Edgar Kain abat un Dornier Do 17.

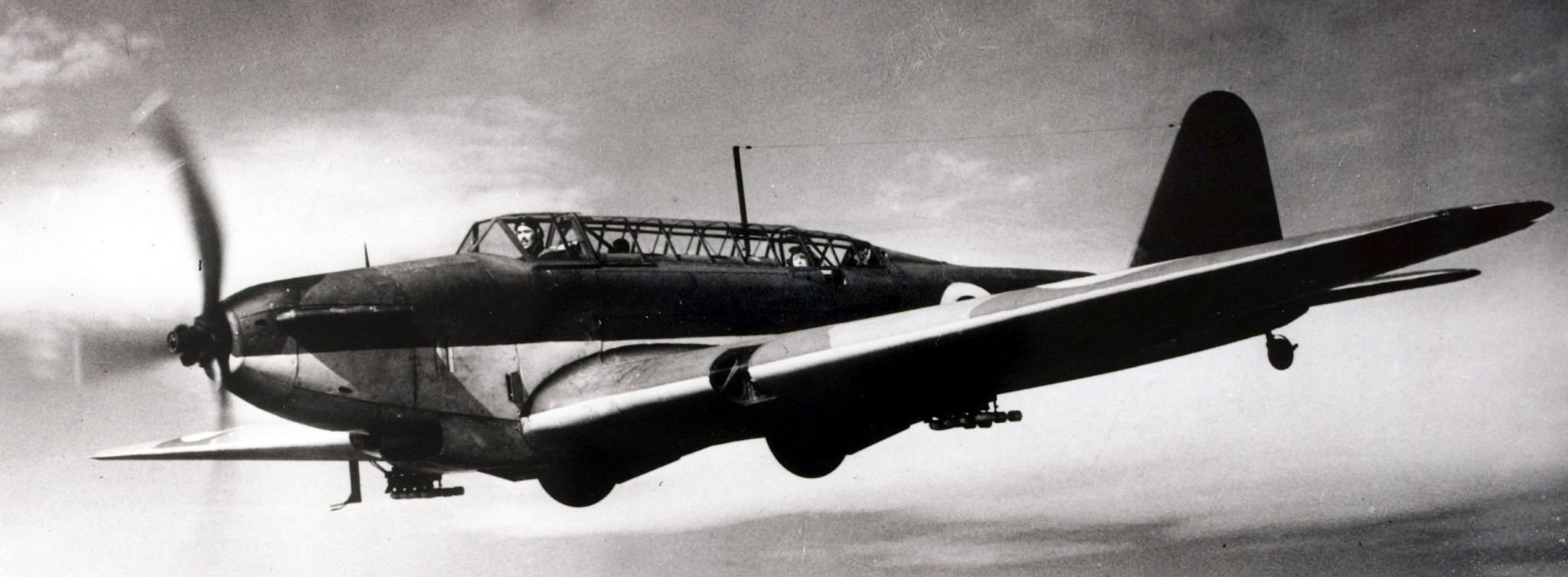
Vers la fin du mois de mai 1940, Edgar Kain participe à l'escorte de quelques chasseurs-bombardiers Fairey Battle vers des cibles allemandes près de Reims.

Alors que beaucoup de ses amis pilotes sont tués au combat ou renvoyés au Royaume-Uni, Edgar Kain est de plus en plus nerveux et paraît extrêmement fatigué, en raison notamment du rythme infernal des opérations. Il figure par ailleurs parmi les rares pilotes du No. 73 Squadron à participer encore aux combats. Il effectue quelques patrouilles sans incidents majeurs le 28 mai et, durant les deux jours suivants, il est écarté des opérations, par ordre de son chef d'escadron. Il revient dans les airs le 31 mai et mène une escadrille chargée d'escorter des chasseurs-bombardiers Fairey Battle vers des cibles allemandes, au sud-est de Reims. Les deux premiers jours de juin se déroulent calmement. Le personnel au sol du No. 73 Squadron reçoit par la suite l'ordre de s'établir au Mans tandis que les pilotes doivent opérer à partir d'un aérodrome à Échemines. Le matin du 3 juin 1940, Edgar Kain mène une escadrille qui sécurise le trajet du personnel du No. 73 Squadron vers Le Mans. Le 5 juin, Edgar Kain aperçoit un Bf 109 et le prend en chasse. Il réussit à abattre le chasseur à proximité de Reims,.

## Décès
Souffrant de fatigue générale et de stress, Edgar Kain et un autre pilote du No. 73 Squadron sont autorisés à rentrer en Angleterre le 7 juin 1940. Ce jour-là, devant les membres de son escadron qui se sont réunis à l'aérodrome d'Échemines pour lui faire leurs adieux, Edgar Kain prend les commandes de son Hawker Hurricane pour s'envoler vers Le Mans, afin de récupérer ses équipements. Une fois dans les airs, il commence à faire des acrobaties aériennes vertigineuses, à une altitude assez basse. Alors qu'il effectue une série de tonneaux, il évalue mal son altitude et heurte de plein fouet le sol. Éjecté à quelques mètres du cockpit de l'Hurricane, Edgar Kain meurt sur le coup,,.
La dépouille d'Edgar Kain est d'abord enterrée au cimetière de Troyes le 8 juin 1940, avant d'être transférée au Commonwealth War Graves Commission de Nancy après la guerre,. Deux jours après l'accident, ses parents sont avisés par télégramme de son décès, alors que, au moment du drame, sa mère et sa sœur cadette Judy Kain sont en voyage vers l'Angleterre pour assister à son mariage avec Joyce Phillips. Prévue pour être demoiselle d'honneur, Judy Kain rejoint plus tard le Women's Auxiliary Air Force. La BBC rapporte qu'Edgar Kain est « tué au combat le 10 mai » mais, quelques jours plus tard, lorsque la RAF publie la liste de ses morts, Edgar Kain est enregistré comme « mort durant le service actif » et non « mort au combat ». En tant que premier pilote de la Royal Air Force à recevoir la Distinguished Flying Cross (DFC) et premier as de l'aviation de la force aérienne britannique durant la Seconde Guerre mondiale, Edgar Kain acquiert une notoriété conséquente à travers toute la Grande-Bretagne et dans les dominions, où ses exploits sont largement rapportés par les journaux. Le roi George VI reçoit la mère et la sœur d'Edgar Kain lors d'une cérémonie privée au palais de Buckingham, le 4 septembre 1940,.

## Postérité
À sa mort, Edward Kain est officiellement crédité de quatorze victoires aériennes . Les pilotes de son escadron estiment cependant que son palmarès est beaucoup plus riche, allant jusqu'à vingt avions détruits. Vers la fin du mois de mai 1940, Edgar Kain lui-même pense avoir abattu au total dix-sept avions. Des journaux néo-zélandais lui attribuent même des chiffres encore plus élevés, à l'instar du Evening Post qui calcule qu'Edgar Kain est parvenu à détruire plus de quarante avions ennemis ,. Les historiens de l'aviation Christopher Shores et Clive Williams ainsi que l'écrivain Mike Spick attribuent officiellement à Edgar Kain seize avions détruits et un avion endommagé,.
La place Kain, située à Hastings, la ville natale d'Edgar Kain, est nommée en son honneur en 2008, tout comme le Kain Avenue à Rotorua. La Kain Avenue à Matraville, dans la banlieue est de Sydney en Australie, porte également son nom.